# 노키아 N71

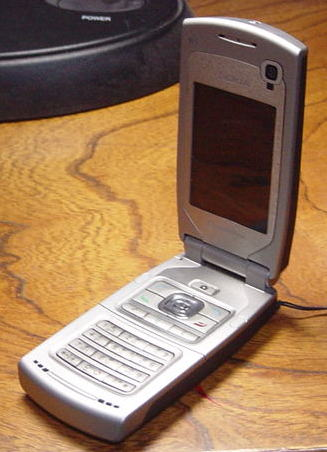
열었을 때

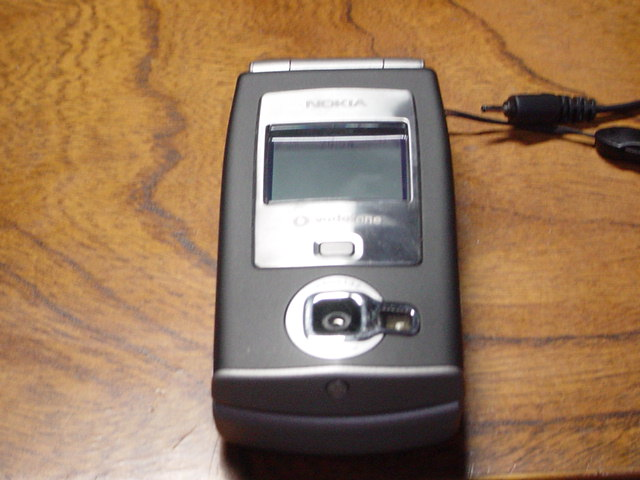
접었을 때

노키아 N71은 노키아가 2005년 11월 2일에 발표하고 2006년 6월에 출시한 스마트폰이다. 같은 날 발표된 N92와 마찬가지로 노키아의 공동 최초 클램셸 스마트폰이었다. N71은 Symbian OS v9.1(S60 3rd Edition)에서 실행된다.

## 특징
기능에는 2메가픽셀 카메라, 내장 플래시, 실시간 화상 통화가 가능한 전면 VGA 카메라, FM 라디오, 블루투스, 디지털 음악 플레이어 기능이 포함되어 있으며 풀 웹 브라우저가 기본으로 제공되며 3D 자바 게임을 지원한다. . 또한 확장 가능한 메모리를 위한 3G 및 미니 SD 카드 슬롯도 있다.
다른 기능으로는 W-CDMA 2100, GPRS 및 EDGE를 통해 데이터를 전송하는 기능이 있다.
노키아는 N71의 200만 화소 디지털 후면 카메라를 고품질 사진 및 비디오는 물론 음악 및 라디오 기능까지 제공한다고 홍보한다.(휴대폰의 멀티미디어 미니 SD 카드는 최대 2GB를 저장할 수 있으며 이는 잠재적으로 수백 개의 트랙에 해당함)
노키아에 따르면 사양은 다음과 같다.
- 배터리 대기 최대 시간 - 216시간
- 배터리 통화 최대 시간 - 240분
- SAR 등급 - 0.38W/kg.

### 리뷰
- Nokia N71 - Review by Mobile-Review.com
- Nokia N71 - Review by GSM Arena
- Nokia N71 - Review by All About Symbian
- Nokia N71 - Reviews by CNET: Asia and U.K.